# توماس برولين
توماس برولين (بالسويدية: Tomas Brolin)، من مواليد 29 نوفمبر 1969 في هوديكسفال، لاعب كرة قدم سويدي سابق.
بدأ مسيرته الكروية مع نادي جي إيه أف سوندسفال في عام 1986، وفي عام 1990 انتقل إلى نادي نوركوبنغ، وبعدها انتقل إلى نادي بارما الإيطالي، وفي عام 1995 انتقل إلى نادي ليدز يونايتد الإنجليزي، وبعدها أعير إلى نادي زيورخ ونادي بارما، وعاد بعدها إلى إنجلترا حيث لعب مع نادي كريستال بالاس الإنجليزي.
و قد لعب مع منتخب السويد لكرة القدم 47 مباراة وسجل 26 هدف.

## روابط خارجية
- توماس برولين على موقع IMDb (الإنجليزية)
- توماس برولين على موقع ديسكوغز (الإنجليزية)

- توماس برولين على موقع الاتحاد الدولي (مؤرشف)  (الإنجليزية)
- توماس برولين على موقع الاتحاد الأوربي (الإنجليزية)
- توماس برولين على موقع قاعدة بيانات كرة القدم.إي يو (الإنجليزية)
- توماس برولين على موقع ناشيونال فوتبول تيمز (الإنجليزية)
- توماس برولين على موقع عالم كرة القدم.نت (الإنجليزية)
- توماس برولين على موقع كووورة
- توماس برولين على موقع أوليمبيديا (الإنجليزية)
- توماس برولين على موقع اللجنة الأولمبية السويدية (السويدية)